# Шов-Сурі (Сейшельські острови, Праслен)
Шов-Сурі, інша назва — Жанет (фр. Chauve Souris / англ. Jeanette Island) — невеликий острівець в Індійському океані, входить до групи Північно-Східних Внутрішніх Сейшельських островів. Перебуває в приватній власності.
Острів Шов-Сурі лежить за 400 на північний схід від острова Праслен. Інший сусідній острів — Сен-Пьєр на півночі. Це невеликий гранітний острів, вкритий тропічним лісом. Фауна острова досить бідна, тут водяться гекони та сцинки, птахи використовують острів здебільшого як місце ночівлі.
На острові Шов-Сурі розташований невеликий курорт.
Однойменний острів є поблизу західного узбережжя острова Мае.